# Resolució 215 del Consell de Seguretat de les Nacions Unides
La Resolució 215 del Consell de Seguretat de les Nacions Unides, aprovada el 5 de novembre de 1965, després de l'alto el foc que es demana a les resolucions 209, 211 i 214 i pactada per l'Índia i el Pakistan no es va materialitzar, el Consell va exigir que representants de l'Índia i el Pakistan es reuneixin amb un representant del Secretari General per als calendaris de proposta de retirades. El Consell va instar a que aquesta reunió tingués lloc el més aviat possible i va demanar al Secretari General que presentés un informe sobre el compliment d'aquesta resolució.
La resolució es va aprovar amb nou vots contra cap; Jordània i la Unió Soviètica es van abstenir.